# Challenge Bell 2012
Challenge Bell 2012 — тенісний турнір, що проходив на закритих кортах з килимовим покриттям. Це був 20-й за ліком Challenge Bell. Належав до турнірів International в рамках Туру WTA 2012. Відбувся в PEPS de l'Université Laval у Квебеку (Канада). Тривав з 11 до 17 вересня 2012 року.

## Очки і призові

### Нарахування очок
| Дисципліна       | П   | Ф   | ПФ  | ЧФ | 1/8 | 1/16 | Q   | Q3  | Q2  | Q1  |
| Одиночний розряд | 280 | 200 | 130 | 70 | 30  | 1    | 16  | 10  | 6   | 1   |
| Парний розряд    | 280 | 200 | 130 | 70 | 1   | Н/Д  | Н/Д | Н/Д | Н/Д | Н/Д |

### Призові гроші
| Дисципліна       | П       | Ф       | ПФ      | ЧФ     | 1/8    | 1/16*  | Q3   | Q2   | Q1   |
| Одиночний розряд | $37,000 | $19,000 | $10,200 | $5,340 | $2,950 | $1,725 | $860 | $460 | $265 |
| Парний розряд†   | $11,000 | $5,750  | $3,100  | $1,650 | $860   | Н/Д    | Н/Д  | Н/Д  | Н/Д  |

↑ 
↑ 

## Учасниці основної сітки в одиночному розряді

### Сіяні учасниця
| Країна     | Гравчиня           | Рейтинг1 | Посіяна |
| ---------- | ------------------ | -------- | ------- |
| Словаччина | Домініка Цібулкова | 14       | 1       |
| Бельгія    | Яніна Вікмаєр      | 29       | 2       |
| Німеччина  | Мона Бартель       | 35       | 3       |
| Канада     | Александра Возняк  | 48       | 4       |
| Швейцарія  | Роміна Опранді     | 56       | 5       |
| Чехія      | Барбора Стрицова   | 60       | 6       |
| Хорватія   | Петра Мартич       | 64       | 7       |
| Чехія      | Луціє Градецька    | 69       | 8       |

- 1 Рейтинг подано станом на 27 серпня 2012

### Інші учасниці
Нижче наведено учасниць, які отримали вайлдкард на участь в основній сітці:
- Ежені Бушар
- Домініка Цібулкова
- Яніна Вікмаєр

Нижче наведено гравчинь, які пробились в основну сітку через стадію кваліфікації:
- Лорен Девіс
- Гейді Ель Табах
- Крістіна Младенович
- Марія Санчес

Як щасливий лузер в основну сітку потрапили такі гравчині:
- Джессіка Пегула

### Відмовились від участі
До початку турніру
- Софія Арвідссон
- Марина Еракович
- Каміла Джорджі (хвороба)
- Крістіна Макгейл (хвороба)
- Віржіні Раззано

### Знялись
- Анна Татішвілі (травма поперекового відділу хребта)
- Александра Возняк (травма правого плеча)

## Учасниці основної сітки в парному розряді

### Сіяні пари
| Країна    | Гравчиня          | Країна          | Гравчиня            | Рейтинг1 | Посіяні |
| --------- | ----------------- | --------------- | ------------------- | -------- | ------- |
| Польща    | Алісія Росольська | Велика Британія | Гезер Вотсон        | 120      | 1       |
| Латвія    | Ліга Декмеєре     | Хорватія        | Петра Мартич        | 125      | 2       |
| Німеччина | Татьяна Малек     | Франція         | Крістіна Младенович | 151      | 3       |
| США       | Ліндсей Лі-Вотерс | США             | Меган Мултон-Леві   | 175      | 4       |

- 1 Рейтинг подано станом на 27 серпня 2012

### Інші учасниці
Нижче наведено пари, які отримали вайлдкард на участь в основній сітці:
- Стефані Дюбуа /  Гейді Ель Табах
- Грейс Мін /  Керол Чжао

## Переможниці та фіналістки

### Одиночний розряд
Кірстен Фліпкенс —  Луціє Градецька, 6–1, 7–5

### Парний розряд
Татьяна Малек /  Крістіна Младенович —  Алісія Росольська /  Гезер Вотсон, 7–6(7–5), 6–7(6–8), [10–7]